# 唐家院子駅
唐家院子駅（とうかいんし-えき）は、中華人民共和国重慶市渝北区に位置する重慶軌道交通3号線の駅である。駅番号は3/25。

## 駅構造
- 相対式ホーム2面2線を有する高架駅。

## 歴史
- 2011年9月29日 - 開業。

## 隣の駅
重慶軌道交通
■3号線
鄭家院子駅(3/24)  - 唐家院子駅(3/25)  - 獅子坪駅(3/26)